# Dyptyk Winterfeldów

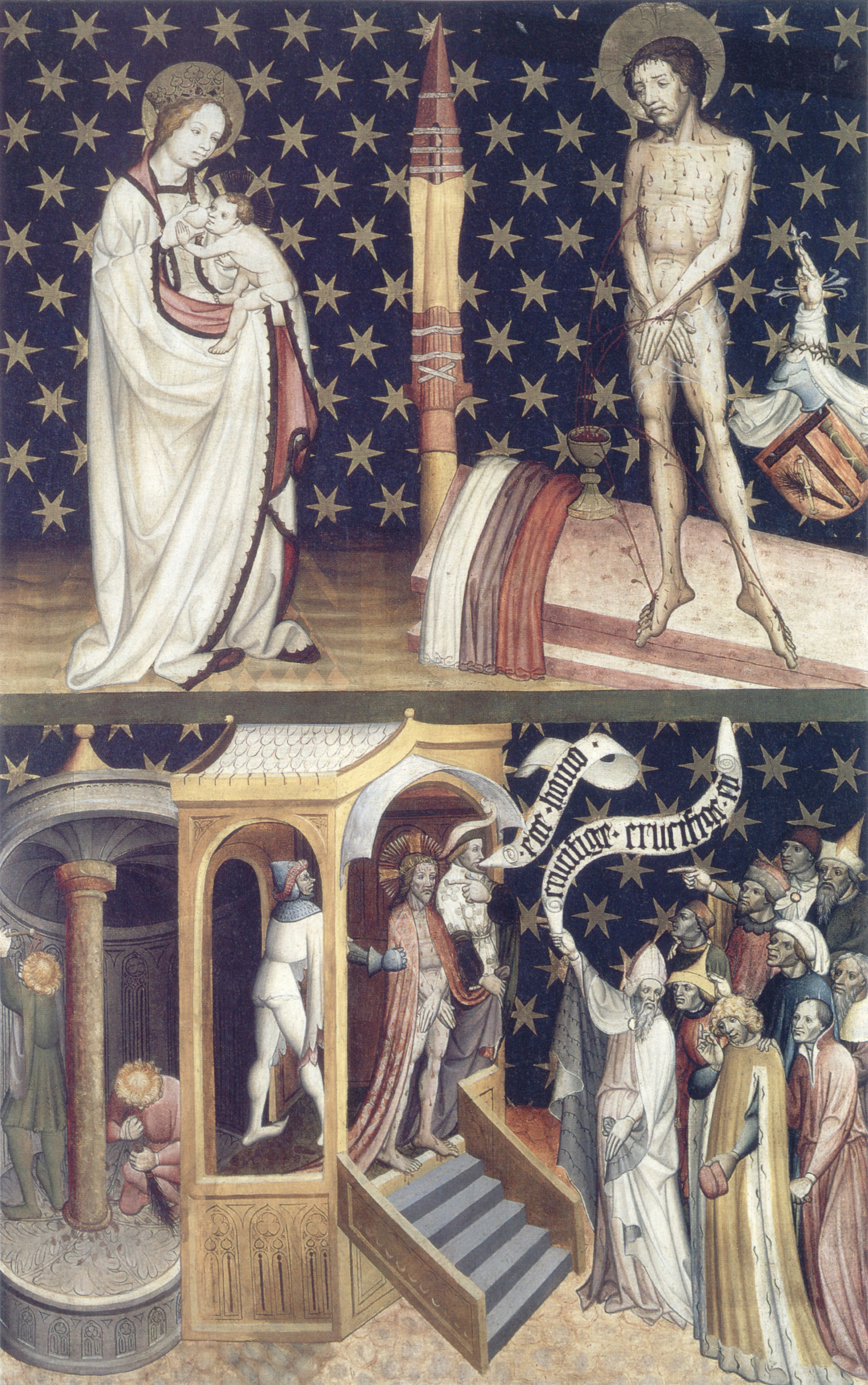
Maria lactans i Vir Dolorum oraz Ecce Homo – awers lewego skrzydła Dyptyku Winterfeldów

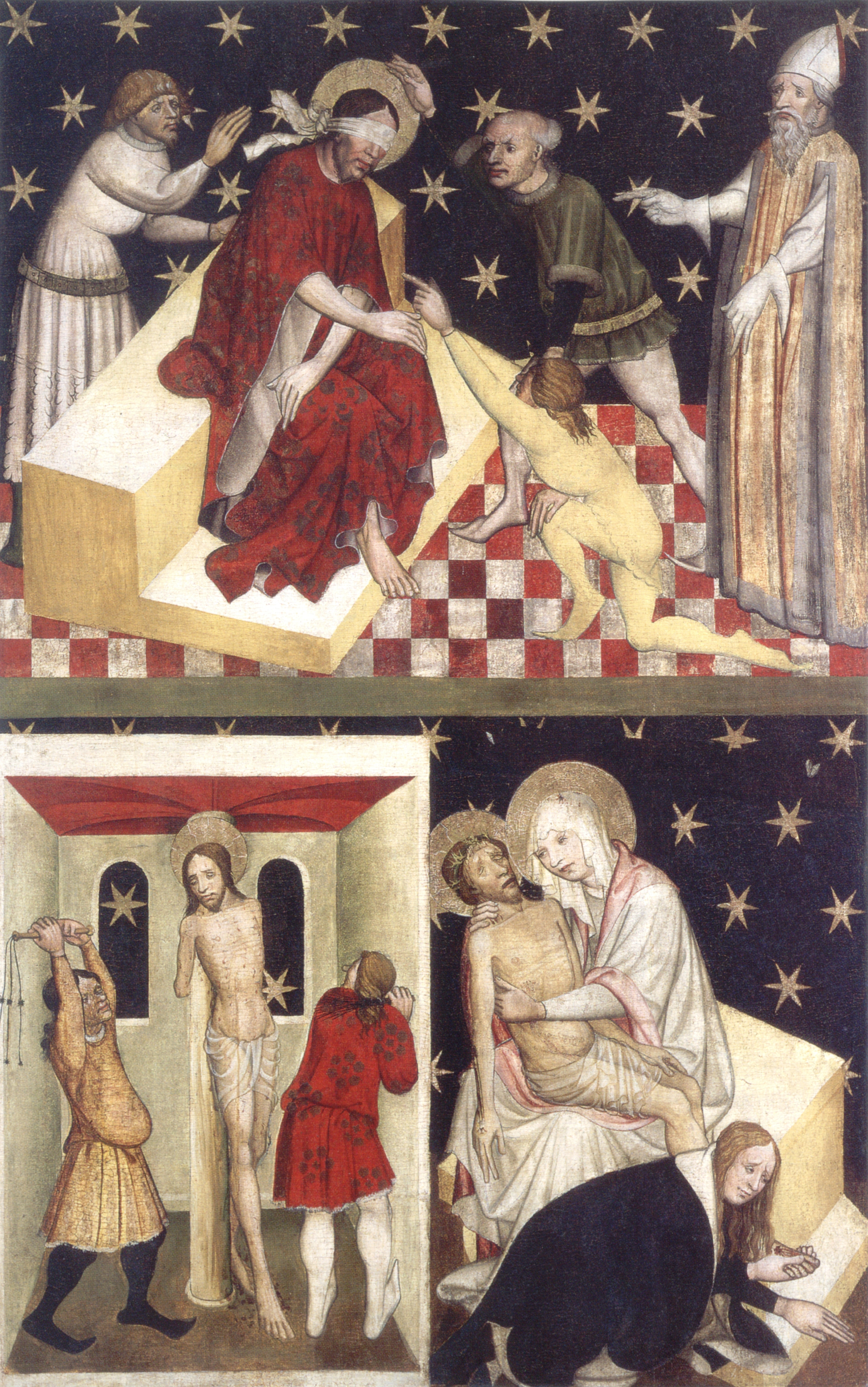
Naigrawanie, Biczowanie i Opłakiwanie Chrystusa – rewers lewego skrzydła Dyptyku Winterfeldów

Dyptyk Winterfeldów – gotycki dyptyk zamówiony około 1430 przez gdańską rodzinę Winterfeldów do jej kaplicy św. Jakuba w bazylice Mariackiej w Gdańsku, którą ufundowała w 1423. W świątyni tej znajdował się do II wojny światowej, a po 1945 trafił do zbiorów warszawskiego Muzeum Narodowego, gdzie znajduje się do dziś.

## Wygląd
Dyptyk składa się z pary skrzydeł, przy czym prawe skrzydło jest nieruchome i jego rewers nie jest widoczny. Na awersie znajduje się przedstawienie Marii Magdaleny unoszonej przez siedem aniołów i koronowanej przez Boga Ojca. Wątek ten, zaczerpnięty ze Złotej Legendy Jakuba de Voragine, ukazuje świętą jako pokutnicę, której całe ciało pokryte jest włosami. Lewe skrzydło jest malowane dwustronnie. Na jego awersie znajdują się dwa przedstawienia, u góry Maryja jako Maria lactans (karmiąca Dzieciątko Jezus) i Chrystus jako Vir Dolorum. Chrystus stoi na zakrytym płytą wierzchnią grobowcu, ukazując swoje rany, z których krew tryska do kielicha. Na płycie leżą trzy złożone prześcieradła o odmiennych kolorach: białym, czerwonym i purpurowym. Po jego lewicy znajduje się herb z Arma Christi: tarczą z krzyżem w formie greckiej litery tau (τ) i symbolami biczowania – biczem oraz kolumną. Klejnot tworzy okryta białą płachtą ręka, wskazująca na Męża Boleści z koroną cierniową. Pomiędzy Matką Boską i Mężem Boleści namalowany jest nienaturalnej wielkości grot włóczni. Poniżej znajduje się przedstawienie Ecce Homo z banderolami z inskrypcjami o treści Ecce Homo (pol. "Oto człowiek") i crucifuge, crucifuge eu(m) (pol. "Ukrzyżuj, ukrzyżuj go"). Po lewej stronie sceny stoi Chrystus w asyście oprawcy i Piłata, a po prawej grupa Żydów z Kajfaszem na czele, ubranym w strój biskupi z mitrą.
Na rewersie znajdują się trzy sceny: w górnej partii Naigrawanie, gdzie Chrystus ma zasłonięte oczy i związane ręce, wśród oprawców stoi Kajfasz; poniżej zaś Biczowanie i Opłakiwanie Chrystusa w formie Piety – Marii z martwym Chrystusem spoczywającym na jej kolanach. U stóp Chrystusa klęczy Maria Magdalena, która lewą dłonią obejmuje palce nogi zmarłego. Cechą wspólną wszystkich malowideł jest ciemnobłękitne tło wypełnione dużymi, pozłacanymi, sześcioramiennymi gwiazdami.

## Analiza dzieła
Dyptyk ten powstał na zamówienie rodziny Winterfeldów, do której od 1423 należała kaplica znajdująca się przy południowo-wschodnim narożu ambitu kościoła NMP.
Dyptyk powstał około roku 1430, prawdopodobnie jest dziełem malarza gdańskiego, który dobrze znał zachodnioeuropejskie malarstwo i grafikę. Badacze przypisują autorowi dyptyku ołtarz złotników dla kaplicy św. Krzyża i ołtarz św. Sebastiana, oba dzieła do II wojny światowej znajdowały się w gdańskim kościele NMP, następnie zaginęły. Przedstawienie Marii Magdaleny unoszonej przez anioły jest nawiązaniem do trzydziestoletniej pokuty wspomnianej w Złotej Legendzie: Codziennie, gdy zbliżała się pora z każdej z siedmiu godzin kanonicznych aniołowie unosili ją w powietrze i wtedy własnymi uszami słyszała pochwalne śpiewy niebiańskich zastępów. Prawdopodobnie na powstanie tego przedstawienia wpływ miało rzeźbione przedstawienie z pocz. XV w. z kościoła św. Janów w Toruniu (obecnie katedry).
Pozostałe malowidła prezentują wpływy gotyckiego malarstwa Górnej i Dolnej Nadrenii. Starsza literatura wspomina o wpływach czeskich, północnowłoskich (przedstawienie Ecce Homo) oraz norymberskich. Ukazana w scenie Marii lactans i Vir Dolorum włócznia swoim kształtem przypomina Włócznię Przeznaczenia przechowywaną wówczas z innymi insygniami cesarskimi w Norymberdze. Jej szczególne wyeksponowanie wynikało z tego, iż służyła ona jako relikwia Męki Pańskiej, będąca wówczas przedmiotem silnego kultu, z którą związane były odpusty. Co więcej, ten wyróżniony spośród Arma Christi przedmiot ma związek z kontemplacją przebitej piersi Zbawiciela, a także z kultem Serca Chrystusa. Złożone na płycie grobowej odzienia o trzech odmiennych kolorach odnoszą się do trzech szat Pasji Chrystusa. Towarzysząca Mężowi Boleści Maria pełni rolę współmęczenniczki i współodkupicielki; mleko matki, którym pojony jest Chrystus, i krew tryskająca do kielicha tworzą ideowy związek – mleko oznacza miłosierdzie i obietnicę zbawienia, zaś napojem zbawienia jest krew eucharystyczna. Wieko grobu jest jednocześnie sui generis stołem eucharystycznym.
Postacią istotną dla treści ideowych dyptyku jest dwukrotnie przedstawiona Maria Magdalena, uosobienie nawróconego grzesznika mającego nadzieję na zbawienie. Jej kult był znaczący zarówno dla rodziny Winterfeldów, jak i całej chrześcijańskiej Europy XIV i XV wieku.
Z gdańską bazyliką Mariacką związane jest inne dzieło, również znane jako Dyptyk Winterfeldów, namalowane około 1490 i przedstawiające na awersach Pokłon Trzech Króli i Zdjęcie z Krzyża, zaś na rewersie Chrystusa i Jawnogrzesznicę. Dzieło namalowane zostało prawdopodobnie przez malarza z północnych Niemiec (Lubeka). Do ostatniej wojny dyptyk znajdował się w gdańskim Stadtmuseum (Muzeum Miejskim, obecnie Muzeum Narodowe), a po 1945 uznany został za zaginiony. De facto został zagrabiony przez wojska radzieckie i obecnie znajduje się w Muzeum im. Puszkina w Moskwie. Wraz z innymi niektórymi dziełami z Gdańska, dotąd uznanymi za zaginione, został opublikowany oficjalnie na witrynie internetowej tamtejszego muzeum w 2003.